# Finlande aux Jeux paralympiques d'hiver de 2018
La Finlande participe aux Jeux paralympiques d'hiver de 2018 à Pyeongchang, en Corée du Sud, du 9 au 18 mars 2018. Il s'agit de la douzième participation de ce pays aux Jeux paralympiques d'hiver, la Finlande ayant été présente à tous les Jeux.

## Composition de l'équipe
La délégation finlandaise est composée de 13 athlètes prenant part aux compétitions dans 5 sports.

### Biathlon et ski de fond
- Ilkka Tuomisto
- Sini Pyy
- Rudolf Klemetti
- Juha Härkönen
- Inkki Inola

### Snowboard
- Matti Suur-Hamari
- Matti Sairanen

### Curling
- Markku Karjalainen
- Vesa Leppänen
- Sari Karjalainen
- Yrjö Jääskeläinen
- Riitta Särösalo

### Ski alpin
- Santeri Kiiveri